# ديوغو أبرو
ديوغو أبرو (من مواليد 4 يناير 2003) هو لاعب كرة قدم برتغالي محترف يلعب في نادي سبورتينغ سي بي بي.